# Kopytnik (roślina)
Kopytnik (Asarum L.) – rodzaj roślin z rodziny kokornakowatych. Obejmuje ok. 70-90 gatunków występujących głównie w Azji południowo-wschodniej, zasięg kilku gatunków obejmuje Amerykę Północną, jeden gatunek jest endemiczny dla Europy, w tym także rośnie w Polsce – kopytnik pospolity. Niektóre gatunki uprawiane są jako rośliny ozdobne. Wiele gatunków jest zagrożonych (np. Asarum speciosum znany jest w naturze z trzech stanowisk).

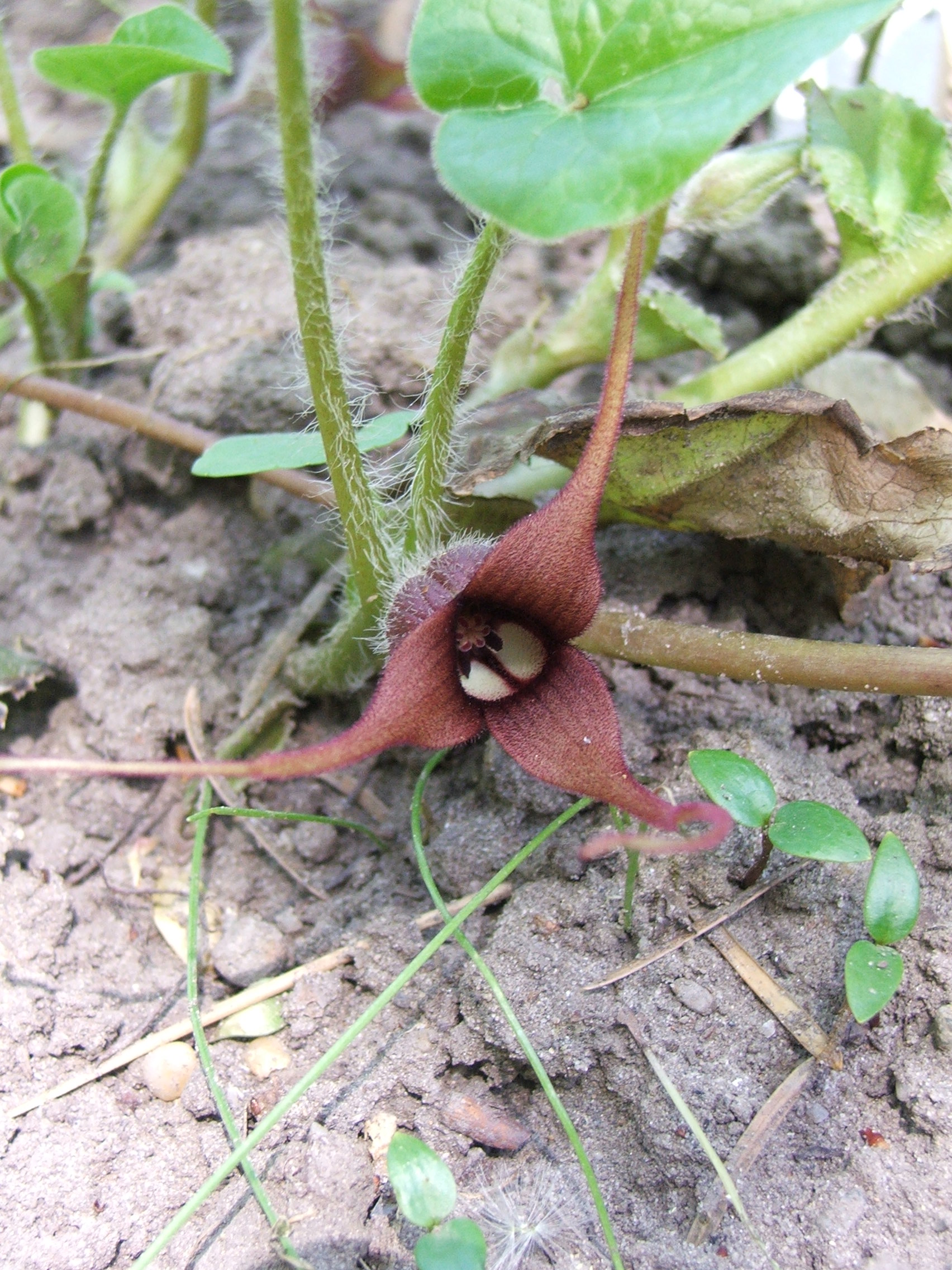
Asarum caudatum

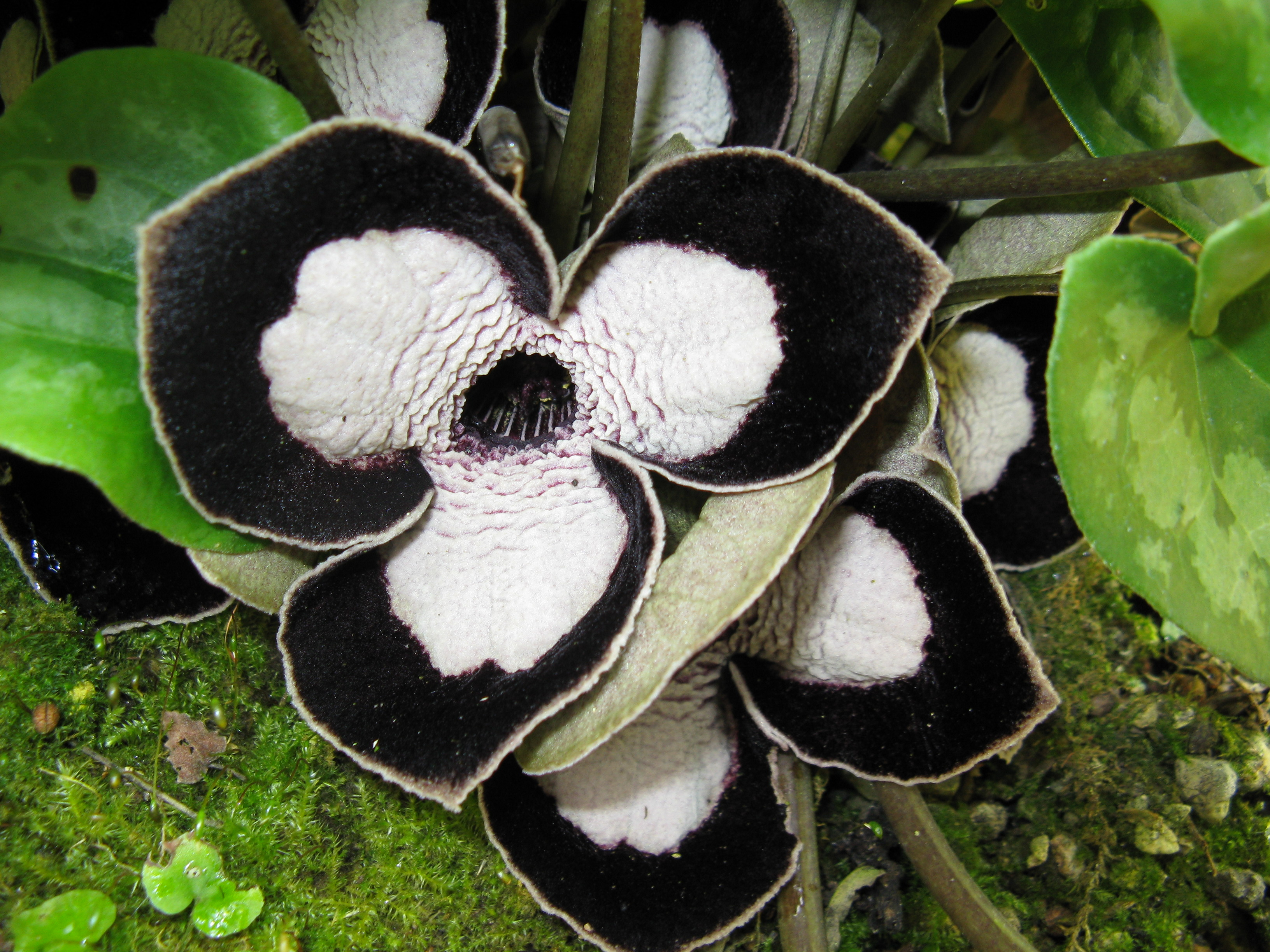
Asarum maximum

## Morfologia
PokrójByliny z krótkim pionowym kłączem lub z kłączem długim i płożącym. Łodygi zielne.
LiścieCorocznie na szczytach kłączy na łodygach wyrasta kilka łuskowatych liści (katafili) oraz 1-2 liście asymilacyjne. Zwykle liście te są długoogonkowe, całobrzegie, o nasadzie sercowatej lub strzałkowatej.
KwiatyWyrastają pojedynczo na szczycie łodygi, są promieniste lub nieco grzbieciste. Okwiat zrosłodziałkowy mniej lub bardziej przylega do zalążni, tworzy tubę dzwonkowatą, lejkowatą lub walcowatą, na końcach z 3 łatkami wyprostowanymi, odgiętymi lub zagiętymi. Pręcików 12 w dwóch okółkach, zalążnia dolna lub wpółdolna, 6-komorowa. Szyjek 6, wolnych lub zrosłych w kolumnę.
OwoceMięsista torebka, dojrzała pęka nieregularnie.

## Systematyka
Pozycja systematyczna według APweb (aktualizowany system APG IV z 2016)
Rodzaj siostrzany dla rodzaju Saruma, wraz z którym tworzy podrodzinę Asaroideae O. C. Schmidt, stanowiącą z kolei klad bazalny w obrębie rodziny kokornakowate Aristolochiaceae. Rodzina ta jest z kolei kladem bazalnym rzędu pieprzowce Piperales z kladu magnoliowych, będących jedną ze starszych linii rozwojowych okrytonasiennych.
Pozycja w systemie Reveala (1999)
Gromada okrytonasienne (Magnoliophyta Cronquist), podgromada Magnoliophytina Frohne & U. Jensen ex Reveal, klasa Piperopsida Bartl., podklasa pieprzowe (Piperidae Reveal), nadrząd Lactoridanae Tahkt. ex Reveal & Doweld, rząd kokornakowce (Aristolochiales), rodzina kokornakowate (Aristolochiaceae Juss.), podrodzina Asaroideae Liunk, plemię Asareae Rchb., rodzaj kopytnik (Asarum L.).
Gatunek rodzimy dla flory Polski
- kopytnik pospolity (Asarum europaeum L. 1753)

Gatunki uprawiane
- kopytnik długopłatkowy (Asarum caudatum Lindl. 1831)
- kopytnik Hartwega (Asarum hartwegii S. Watson 1875)
- kopytnik kanadyjski (Asarum canadense L. 1753)
- kopytnik olbrzymi (Asarum maximum Hemsl. 1890)

Lista gatunków
- Asarum arifolium Michx.
- Asarum asaroides (C.Morren & Decne.) Makino
- Asarum asperum F.Maek.
- Asarum balansae Franch.
- Asarum bashanense Z.L.Yang
- Asarum blumei Duch.
- Asarum campaniflorum Yong Wang & Q.F.Wang
- Asarum canadense L. – kopytnik kanadyjski
- Asarum cardiophyllum Franch.
- Asarum caucasicum (Duch.) N.Busch
- Asarum caudatum Lindl. – kopytnik długopłatkowy
- Asarum caudigerellum C.Y.Chen & C.S.Yang
- Asarum caudigerum Hance
- Asarum caulescens Maxim.
- Asarum celsum F.Maek. ex Hatus. & Yamahata
- Asarum chatienshanianum C.T.Lu & J.C.Wang
- Asarum chengkouense Z.L.Yang
- Asarum chinense Franch.
- Asarum contractum (H.L.Blomq.) Barringer
- Asarum cordifolium C.E.C.Fisch.
- Asarum costatum (F.Maek.) F.Maek. ex Nemoto
- Asarum crassisepalum S.F.Huang, T.H.Hsieh & T.C.Huang
- Asarum crassum F.Maek.
- Asarum crispulatum C.Y.Chen & C.S.Yang
- Asarum curvistigma F.Maek.
- Asarum debile Franch.
- Asarum delavayi Franch.
- Asarum dissitum F.Maek. ex Hatus. & Yamahata
- Asarum epigynum Hayata
- Asarum europaeum L. – kopytnik pospolity
- Asarum fauriei Franch.
- Asarum forbesii Maxim.
- Asarum fudsinoi T.Itô
- Asarum fukienense C.Y.Chen & C.S.Yang
- Asarum gelasinum Hatus. & Yamahata
- Asarum geophilum Hemsl.
- Asarum glabrum Merr.
- Asarum gusk Hatus. & Yamahata
- Asarum hartwegii S.Watson – kopytnik Hartwega
- Asarum hatsushimae F.Maek. ex Hatus. & Yamahata
- Asarum heterophyllum Ashe
- Asarum heterotropoides F.Schmidt
- Asarum hexalobum F.Maek.
- Asarum himalaicum Hook.f. & Thomson ex Klotzsch
- Asarum hongkongense S.M.Hwang & Wong Sui
- Asarum hypogynum Hayata
- Asarum ichangense C.Y.Chen & C.S.Yang
- Asarum ikegamii (F.Maek. ex Y.Maek.) T.Sugaw.
- Asarum inflatum C.Y.Chen & C.S.Yang
- Asarum insigne Diels
- Asarum kinoshitae (F.Maek. ex Kinosh.) T.Sugaw.
- Asarum kiusianum F.Maek.
- Asarum kooyanum Makino
- Asarum kumageanum Masam.
- Asarum kurosawae Sugim.
- Asarum lemmonii S.Watson
- Asarum leucosepalum Hatus. ex Yamahata
- Asarum lewisii Fernald
- Asarum longerhizomatosum C.F. Liang & C.S. Yang
- Asarum lutchuense T.Itô
- Asarum macranthum Hook.f.
- Asarum maculatum Nakai
- Asarum magnificum Tsiang ex C.Y.Cheng & C.S.Yang
- Asarum majale T.Sugaw.
- Asarum marmoratum Piper
- Asarum maruyamae Yamaji & Ter.Nakam.
- Asarum maximum Hemsl. – kopytnik olbrzymi
- Asarum megacalyx (F.Maek.) T.Sugaw.
- Asarum mikuniense Yamaji & Ter.Nakam.
- Asarum minamitanianum Hatus.
- Asarum minus Ashe
- Asarum mitoanum T.Sugaw.
- Asarum monodoriflorum Hatus. & Yamahata
- Asarum muramatsui Makino
- Asarum nanchuanense C.S.Yang & J.L.Wu
- Asarum naniflorum Pfeifer
- Asarum nankaiense F.Maek.
- Asarum nipponicum F.Maek.
- Asarum nobilissimum Z.L.Yang
- Asarum nomadakense Hatus.
- Asarum okinawense Hatus.
- Asarum parviflorum Regel
- Asarum patens (Yamaki) Yamaki ex Y.N.Lee
- Asarum pellucidum Hatus. & Yamahata
- Asarum petelotii O.C.Schmidt
- Asarum porphyronotum C.Y.Chen & C.S.Yang
- Asarum pulchellum Hemsl.
- Asarum renicordatum C.Y.Chen & C.S.Yang
- Asarum reticulatum Merr.
- Asarum rigescens F.Maek.
- Asarum robilissimum Z.L.Yang
- Asarum sagittarioides C.F.Liang
- Asarum sakawanum Makino
- Asarum satsumense F.Maek.
- Asarum savatieri Franch.
- Asarum senkakuinsulare Hatus.
- Asarum shuttleworthii Britten & Baker f.
- Asarum sieboldii Miq.
- Asarum simile Hatus. & Yamahata
- Asarum sonunsanense Y.N.Lee
- Asarum speciosum (R.M.Harper) Barringer
- Asarum splendens (F.Maek.) C.Y.Chen & C.S.Yang
- Asarum sprengeri Pamp.
- Asarum subglobosum F.Maek. ex Hatus. & Yamahata
- Asarum taipingshanianum S.F.Huang, T.H.Hsieh & T.C.Huang
- Asarum tamaense Makino
- Asarum tawushanianum C.T.Lu & J.C.Wang
- Asarum tohokuense Yamaji & Ter.Nakam.
- Asarum tokarense Hatus. & Yamahata
- Asarum tongjiangense Z.L.Yang
- Asarum trigynum (F.Maek.) Araki
- Asarum trinacriforme Hatus. & Yamahata
- Asarum unzen (F.Maek.) Kitam. & Murata
- Asarum villisepalum C.T.Lu & J.C.Wang
- Asarum virginicum L.
- Asarum viridiflorum Regel
- Asarum wulingense C.F.Liang
- Asarum yaeyamense Hatus.
- Asarum yakusimense Masam.
- Asarum yoshikawae T.Sugaw.
- Asarum yunnanense T.Sugaw., Ogisu & C.Y.Cheng

## Zastosowanie
Różne gatunki z tego rodzaju uprawiane są jako rośliny ozdobne w Europie, Ameryce Północnej i Azji, zwłaszcza w Japonii. W tym ostatnim kraju w ramach sztuki koten engei (uprawa „klasycznych roślin”) wyselekcjonowano liczne kultywary rodzimych tam gatunków. Pozyskiwanie roślin z natury jest jednym z powodów zagrożenia wymarciem wielu rzadko spotykanych gatunków (w Japonii krytycznie zagrożonych jest 10 gatunków).